# 左道と右道

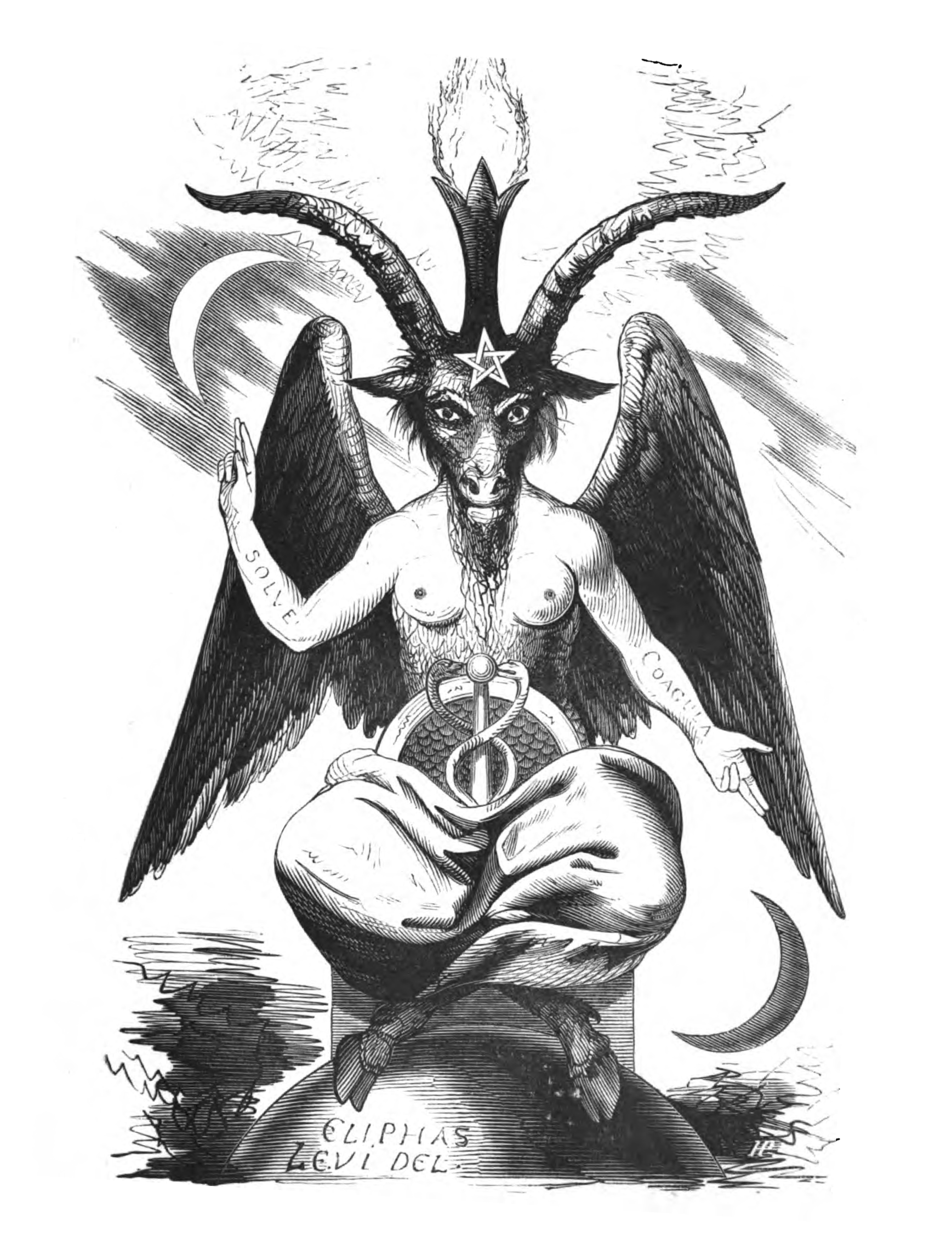
バフォメットは左道のいくつかの流派にとりいれられた。エリファス・レヴィ『高等魔術の教理と儀式』(1854年)より。

左道(さどう、英: Left-hand path; LHP)と右道(うどう、英: Right-hand path; RHP)とは西洋の秘教・魔術を二つに分類するのに用いられる概念。西洋の秘教・魔術には様々なグループが含まれるが、ある種の用語法では左道が邪悪な黒魔術と、右道が恩恵的な白魔術と同等視される:152。 一方、こうした用語法を批判して、左右の区別は働き方の違いに言及したに過ぎず、必ずしも魔術の善悪を含意しないと考えるオカルティストもいる:176。
より近年ではこの左道および右道という概念はその起源であるインドのタントラにおける用語法に基づいて用いられるようになった。つまり、右道は特定の倫理規定に従い社会的慣習を受け入れた魔術集団を指し、対して左道は反対の態度、つまりタブーを破って所定の道徳を廃しようとする集団を指すのである。本質的にはこの二つの道は同じ目的を持つので個々の魔術師はどちらを選ぶこともできるのだと主張する現代オカルティストもいる。

## 概要

### 右道
一般に、右道はある一連の特性を固持する魔術的・宗教的集団を指すとされている:
- 右道では精神、肉体、霊魂の三者を互いに異なるが関係しあってもいる存在とみなす[2]。
- 右道では特定の倫理規定が固持されるとともにカルマや三倍返しの法（英語版）のような応報原理が信奉される[2]。

ダイアン・フォーチュンやウィリアム・ゴードン・グレイといったオカルティストは非魔術的なアブラハムの宗教をも右道に含まれるとみなしている。

### 左道
歴史家デイヴ・エヴァンズが21世紀初頭において左道の信奉者を自称する人々を観察して彼らの実践を以下のようにまとめている:
- 左道ではしばしば社会的慣習や現状が否認される。この否認は精神的自由の探求のためになされると主張する人もいる。左道の信奉者はこの否認の一環として性魔術やサタンの図像の崇拝といった伝統的にタブーとみなされていたであろう魔術技法を取り入れる[1]:197。モッグ・モーガンが述べるように、「タブーを破ることにより魔術がより大きな力を得て、回復と解放がもたらされる。タブー破棄の例として、ヴェジタリアンのコミュニティにおいて肉食することは性的に抑制された非ゲイ社会でアナルセックスをするのと同等の解放をもたらす[5]。」
- 左道ではしばしば宗教的・倫理的ドグマに疑問が投げかけられ、代わりにある種の個人的アナーキズムが奉じられる[1]:198。
- 左道ではしばしば性行為が称揚され、魔術儀式に取り入れられる[1]:205。

### 批判
左道と右道という概念は多数のオカルティストたちによって批判されてきた。クルトゥス・サバティの指導者アンドリュー・D・チャンブリーによれば、左道・右道という概念は単なる「理論的構築物」であって「決定的に客観性が欠けて」いるが、にもかかわらず左道・右道という両形式が魔術師に用いられうるという。チャンブリーは右手と左手という二つの手を持つ人間が両方の手を使うことができるという比喩を用いている。同じような印象をウイッカのハイ・プリーストのジョン・ベラム-ペインは「私にとって魔術は魔術だ」と述べている。

## 歴史

### ヴァーマーチャーラ
「ヴァーマーチャーラ」(Vāmācāra)はサンスクリットで「左手の技能」を意味し、「左手の道」あるいは「左の道」(Vāmamārga)の同義語である。この語は標準的なヴェーダの規定に反する異端(Nāstika、ナースティカ)だけでなく、広く普及した文化的規範に対する過激派のような信仰的・精神的実践(sadhana)をも指す。しばしば一般にこうした実践はタントラ的方向を持つとみなされる。ヴァーマーチャーラの対義語はダクシナーチャーラ(Dakṣiṇācāra)であり、正統派(Āstika、アースティカ)だけでなく、ヴェーダの規定に従っていて文化的規範に受け入れられるような精神的実践を指して用いられる語である。しかしながら、左手の実践形態も右手の実践形態もヒンドゥー教、ジャイナ教、シーク教、仏教といったインド諸宗教の正統派にも異端派にも見出される。結局は感性、文化、傾向、イニシエーション、法統(paramparā)の問題であると言える。

### タントラとブラヴァツキー夫人
西洋において左道と右道という術語が用いられるようになったのは19世紀のオカルティストで神智学を創始したブラヴァツキー夫人による。彼女は南アジアの諸地域を旅行した後に、インドやチベットで多数の神秘家・魔術実践者に出会ったと主張した。精神的実践の一環として儀礼で性行為を行い、墓場に集まって飲酒や食事を行ってヒンドゥー教の社会的タブーを破ることを強調するインドのタントラ的実践であるヴァーママールガの訳語としてブラヴァツキー夫人は「左道」という概念を展開した。「ヴァーマ-マールガ」という語はサンスクリットで文字通りには「左手の道」を意味し、ブラヴァツキー夫人はここから左道という語を造語した:178。
ブラヴァツキー夫人がこの語を用いはじめたのはヨーロッパにもどってからである。ヨーロッパではもとより「左」が種々の否定的な物事と結び付けて考えられていたために、左道を邪悪なものを指す語として普及させるのは容易だった; 歴史家のデイヴ・エヴァンズが指摘しているように、同性愛者は「左手の」と呼ばれ、プロテスタント諸国ではカトリックの信徒は「左足の人々」(英: left-footers)と呼ばれていたのである:177。こうした「左」と社会の否定的側面との結びつきは聖書に遡る:

### 西洋の秘教への導入
1875年ニューヨークでブラヴァツキー夫人は他数名の人々と共に神智学協会を設立した。そして彼女は数冊の著書の執筆に取り掛かり、『ヴェールを剥がれたイシス』(1877年)で左道および右道という術語を紹介して、自身は右道の信奉者であること、左道の信奉者は黒魔術の実践者であって社会の脅威であることを断固として主張した。この彼女が新しく紹介した二分法は歴史家デイヴ・エヴァンズによれば西洋の従前の秘教では「かつては知られていなかった:181–182」ものであったが、すぐにオカルトのコミュニティで理解された。例えば、秘教的魔術集団(内光友愛会)の創始者ダイアン・フォーチュンも右道の立場をとり、「黒魔術師」つまり左道の信奉者が同性愛者であること、インド人の使用人がカーリーに捧げられた邪悪な魔術儀式をヨーロッパ人の主人に対して用い得ることを主張した:183–184。
アレイスター・クロウリーはこの語にさらに変更を加えてオカルト界で普及させた。また彼は自身の儀式魔術体系における神殿の首領になるのに失敗した者である「左道の兄弟」あるいは「黒い兄弟」に言及した。さらにクロウリーは(マグレガー・メイザースのような)被免達人がコロンゾンの住処にして第11の隠れたセフィラである深淵を横断することを選択したポイントを指して左道という語を用いてもいる。この場合、達人は聖守護天使の導きをも含めた全てを放棄して深淵を跳躍しなければいけない。彼の蓄積したカルマの量が十分でなおかつ全く徹底的に自己破壊を成し遂げていれば、彼はクロウリーの体系において星のように昇る「深淵の嬰児」となることができる。 一方、彼のうちに自己が断片でも残っていたり横断を恐れる気持ちがあったりすると嚢胞に包まれた状態になってしまう。つまり、深淵において脱ぎ捨てることができるはずだった自己の諸階層に取り囲まれて硬直化してしまうのである。こうして彼は「左道の兄弟」となり、自己破壊を選び損ねたにもかかわらず(というよりむしろ自発的に自己破壊しなかったからこそ)自身の意思に反して最終的に崩壊することとなる。クロウリーはこの一連の過程と「メアリー、ババロンに対する冒涜」やキリスト教聖職者の禁欲を結び付けて考えていた。
フォーチュンが左道の信奉者とみなしていた他の人物にアーサー・エドワード・ウェイトがいるが、彼は左道および右道という概念を認容せずに新しく導入されたものにすぎないとみなし、いずれにせよ左道・右道という語は黒魔術・白魔術とは異なると信じていた:182–183。 しかし、ウェイトがこの二対の語を区別しようとしたにもかかわらず、左道と黒魔術の同一視はデニス・ホイートリーのフィクション作品によってより広く普及した; さらにホイートリーはこの二語をサタニズムや(彼が伝統的イギリス社会の脅威とみなしていた)共産主義イデオロギーと混ぜ合わせた:189–190。彼の小説の一つ『新・黒魔団』(1941年)には以下のような記述がある:

| 左道の組織[...] には達人と呼ばれる者がおり[...] マダガスカルに起源を持ち数百年の間アフリカを支配して闇の大陸に留めていた恐るべきヴードゥー信仰が闇の道に充満している。 |

### 20世紀後半から21世紀まで
20世紀後半には、左道の信奉者と自称するが黒魔術の信奉者とは自認しない集団が無数に生まれた。アレイスター・クロウリーの弟子ケネス・グラントは著書『影のカルト』(英: Cults of the Shadow、1975年)において、自身と自身のグループのテュポン団がいかに左道を実践しているかを説明した。グラントは左道という語をその起源である東洋のタントラに遡って用い、左道とはタブーを破ることだがバランスを取るために右道と併用すべきだと述べた:193。
アントン・ラヴェイは1960年代にラヴェイ派サタニズムを展開する際伝統的なキリスト教道徳を否定し、自身の新しい哲学をある種の左道に分類した。彼は著書『サタンの聖書』において「サタニズムとは白い光の宗教ではない; それは肉体的な者の、現世的な者の、情欲的な者の宗教である—そうした者たちは皆サタンに支配されており、左道の化身なのだ。」
ロシアではヴォルフフ・ヴェレスラフの影響下にあるロドノヴェリエのコミュニティ他、アスクル・スバルテ率いるオーディニストのコミュニティに左道が継承されている。イングランドではニカレフ・レシが左道の活動を行っている。ヴェレスラフはタントラおよび左道に関する膨大な著述をも行っている。

## タントラにおける使用
タントラとはインドの一連の伝統的な秘教であり、ヒンドゥー教および後期仏教(法統の派生物)に起源を有する。タントラはその実践者の様態により二つの道に分類される: 「ダクシナーチャーラ」と「ヴァーマーチャーラ」、それぞれ翻訳すると「右道」と「左道」である。ダクシナーチャーラには禁欲や瞑想といった伝統的なヒンドゥー教の諸慣行が含まれ、一方ヴァーマーチャーラには性的儀式、アルコール等向精神物質の使用、動物の生贄、肉食といった主流派ヒンドゥー教と対立する慣行が含まれる。この二つの道はタントラ実践者から見るとボーディへ至るうえで等しく有効である。しかしヴァーマーチャーラはより早くボーディに至れるがより危険で、全ての修行者に適しているわけではないとされる。左道および右道という用語は現代でもインド・仏教のタントラにおいて一般的に使用される。

### 左道とヒンドゥー教のタントラとの関係
右道と左道の違いがユリウス・エヴォラの著書『力のヨーガ』で明晰に説明されている:
「タントラの二つの道、右道と左道(どちらもシヴァの庇護の下にある)の間には大きな違いが存在する。前者においては達人は自己実現の極致にあっても常に「自分の上を行く者」の存在を感じるのに対し、後者においては「究極の主権者(チャクラヴァルティンつまり世界の支配者)になる」。」

### 左道と仏教のタントラとの関係
Robert Beérの『チベット象徴・モチーフ百科』(英: Encyclopedia of Tibetan symbols and motifs)では有名なタブーが説明され、「左」を暗さ、女性性、劣っていること、正しくないことと結びつけた非難が解説されている:
「仏教のタントラでは右手が情動や熟練の技といった男性的側面を象徴し、左手は知恵や空虚といった女性的側面を表す。儀礼において手に持たされるもの、例えば金剛杵と鐘、金剛杵と蓮華、ダマルと鐘、ダマルとカトヴァーンガ、矢と弓、曲がったナイフと髑髏杯、剣と盾、鉤とわな等々がそれぞれ右手と左手に持たされる。これが熟練の技の活動的・男性的側面と智慧の思索的・女性的側面との和合を象徴するのである
ヒンドゥー教や仏教の女神は常に男神の左側に配置されて「男神の左太もも辺りに位置し、男神の左腕が女神の左肩におかれて女神の左胸を弄ぶ。」
ブッダの図像の表現において、右手はしばしば熟達の技を表す活動的なムドラーを形作り、左手は瞑想的均衡を表す受動的なムドラーを成す。」
以上のBeérの解説はヤブユムの象徴や、瑜伽空行母・無上瑜伽タントラと結びついた性的儀礼の観想・実践によく一致する。一般にヤブユムは本源的な(あるいは神秘的な)智慧と情動の和合を表しているとみなされる。一般的に至福と虚無の隠喩的結合はサンヴァラとその配偶者ドルジェ・パクモの性的結合を描いたチャクラサンヴァラ・タントラのタンカにおいて表現される。

## 文献情報
- Svoboda, Robert E. (1986). AGHORA, At the Left Hand of God. Brotherhood of Life. ISBN 0-914732-21-8
- Crowley, Aleister (1991). Magick Without Tears. New Falcon Publications. ISBN 1-56184-018-1
- Evola, Julius (1993). The Yoga of Power: Tantra, Shakti, and the Secret Way. Inner Traditions. ISBN 0-89281-368-7
- Sutcliffe, Richard J. (1996). “Left-Hand Path Ritual Magick: An Historical and Philosophical Overview”. In G. Harvey; C. Hardman. Paganism Today. London: Thorsons/HarperCollins. pp. 109–37. ISBN 0-7225-3233-4
- Flowers, Stephen (1997). Lords of the Left Hand Path: A History of Spiritual Dissent. Runa Raven Press. ISBN 1-885972-08-3
- Webb, Don; Stephen E. Flowers (1999). Uncle Setnakt's Essential Guide to the Left Hand Path. Runa Raven Pr. ISBN 1-885972-10-5